# Ion Th. Simionescu
Pour les articles homonymes, voir Simionescu.
Ion Th. Simionescu (né Ion Gheorghiu, le 10 juillet 1873 et mort le 7 janvier 1944) est un géologue, paléontologue et naturaliste roumain.

## Biographie
Né à Fântânele, dans le județ de Bacău, ses parents Maria et Toader Gheorghiu sont décédés alors qu'il est un jeune enfant. Il déménage à Botoșani et est élevé par sa grand-mère maternelle. Entre 1879 et 1883, il fréquente la même école primaire que Nicolae Iorga, qui a deux classes d'avance sur lui. Par la suite, entre 1883 et 1890, il fréquente le Lycée A. T. Laurian (en). À l'automne 1890, il s'inscrit à la faculté des sciences de l'Université Alexandru Ioan Cuza de Iași. Parmi ses professeurs figurent Grigore Cobălcescu (en), géologue et paléontologue, et Petru Poni, minéralogiste. Après avoir obtenu son diplôme en 1894, il travaille brièvement comme enseignant suppléant dans son lycée. En 1895, boursier de l'Académie roumaine, il part pour l'université de Vienne. Il se spécialise en paléontologie et en géologie, soutenant sa thèse dans ce dernier sujet en 1898. Il entre ensuite à l'université de Grenoble, où il complète ses études de paléontologie. Il retourne en Roumanie en 1899 et remporte un concours pour devenir professeur au département de minéralogie de Iași. En 1905, il devient professeur titulaire puis doyen de la faculté des sciences en 1910. Il est élu membre correspondant de l'Académie roumaine, devenant membre titulaire en 1911. Membre du Parti national libéral (en) en 1919, il est élu à la Chambre des députés pour un siège Botoșani. Il est recteur à Iași de 1922 à 1923. En 1929, il devient professeur à l'Université de Bucarest. Il occupe également des postes importants au sein du ministère de l' Éducation. Il est président de l'Académie roumaine de 1941 à 1944. Écrivant fin juillet 1941, au milieu de l'opération Barbarossa mais avant que le gouvernorat de Transnistrie ne soit établi, il loue la libération de « nos frères transnistriens », accomplie « grâce aux armées allemandes et roumaines qui ont apporté la liberté ».
Il écrit beaucoup sur la paléontologie et la stratigraphie, décrivant 707 taxons, dont au moins 98 étaient auparavant inconnus. Au cours de dix-sept travaux paléontologiques, il nomme et définit les sous-étages volhynien, bessarabien et khersonien du Sarmatien. Il publie un traité de géologie en 1927 et un certain nombre d'études sur les formations rocheuses roumaines, notamment de Dâmbovicioara, Dobroudja et du plateau moldave. Il est le directeur de thèse de Gheorghe Macovei, qui en 1909 a obtenu le premier doctorat en géologie en Roumanie. Outre ses recherches, il s'est efforcé de vulgariser la science, voyageant beaucoup et organisant des centaines de conférences dans des endroits allant de l'Athénée roumain au village de Șendriceni.